# Ketambea
Ketambea es un género de arañas araneomorfas de la familia Linyphiidae. Se encuentra en Indonesia. 

## Lista de especies
Según The World Spider Catalog 12.0:
- Ketambea permixta Millidge & Russell-Smith, 1992
- Ketambea rostrata Millidge & Russell-Smith, 1992
- Ketambea vermiformis Millidge & Russell-Smith, 1992